# Josep Alsina i Clota
Josep Alsina i Clota (Ripoll, 1923 - Barcelona, 4 de juny de 1993) fou un hel·lenista català, acadèmic de l'Acadèmia de Bones Lletres de Barcelona.
Fou nomenat catedràtic de Filologia Grega a la Universitat de Barcelona durant la postguerra, dissenyà i tractà de realitzar un programa molt ambiciós de modernització dels estudis de grec a la Universitat i va crear una escola bolcada a la recerca dels aspectes més variats de la cultura grega, tant antiga com moderna. El 1963 fou acadèmic de l'Acadèmia de Bones Lletres de Barcelona. Va traduir al català Teòcrit, Eurípides i Hipòcrates per a la Fundació Bernat Metge, i Llucià de Samòsata, Eurípides, Èsquil, Tucídides i Menandre al castellà. També fou autor d'importants assaigs sobre literatura i mitologia grega i traductor de pensadors, tràgics i poetes. Va morir el 4 de juny de 1993 a causa d'una malaltia cardíaca.

## Obres
- Obras Luciano de Samosata; José Alsina Clota (ed. lit.), Francesca Mestre (ed. lit.), Pilar Gómez (ed. lit.) Consejo Superior de Investigaciones Científicas, CSIC, 2007. ISBN 84-00-07228-6
- Teoría literaria griega Editorial Gredos, 1991. ISBN 84-249-1457-0
- De Homero a Elitis Barcelona : PPV, 1989. ISBN 84-7665-466-9
- El neoplatonismo: síntesis del espiritualismo antiguo Barcelona : Anthropos, 1989. ISBN 84-7658-178-5
- Los grandes periodos de la cultura griega Espasa Calpe, 1988. ISBN 84-239-1854-8
- Etología, ciencia actual Barcelona : Anthropos, 1986.. ISBN 84-85887-91-3
- Aristóteles: de la filosofía a la ciencia Barcelona : Montesinos, D.L. 1986. ISBN 84-7639-005-X
- Problemas y métodos de la literatura Espasa Calpe, 1984. ISBN 84-239-6522-8
- Literatura griega: contenidos, métodos y problemas
- Ariel, 1983. ISBN 84-344-8358-0
- Comprendre la Grècia classica amb Joan Soler i Amigó, Editorial Teide, S.A., 1983. ISBN 84-307-8383-0
- Comprender la Grecia clásica Editorial Teide, S.A., 1983. ISBN 84-307-8384-9
- Los orígenes helénicos de la medicina occidental Madrid : Guadarrama, 1982. ISBN 84-335-0265-4
- Tucídides: Historia, ética y política Madrid : Rialp, 1981. ISBN 84-321-2085-5